# 時鐘

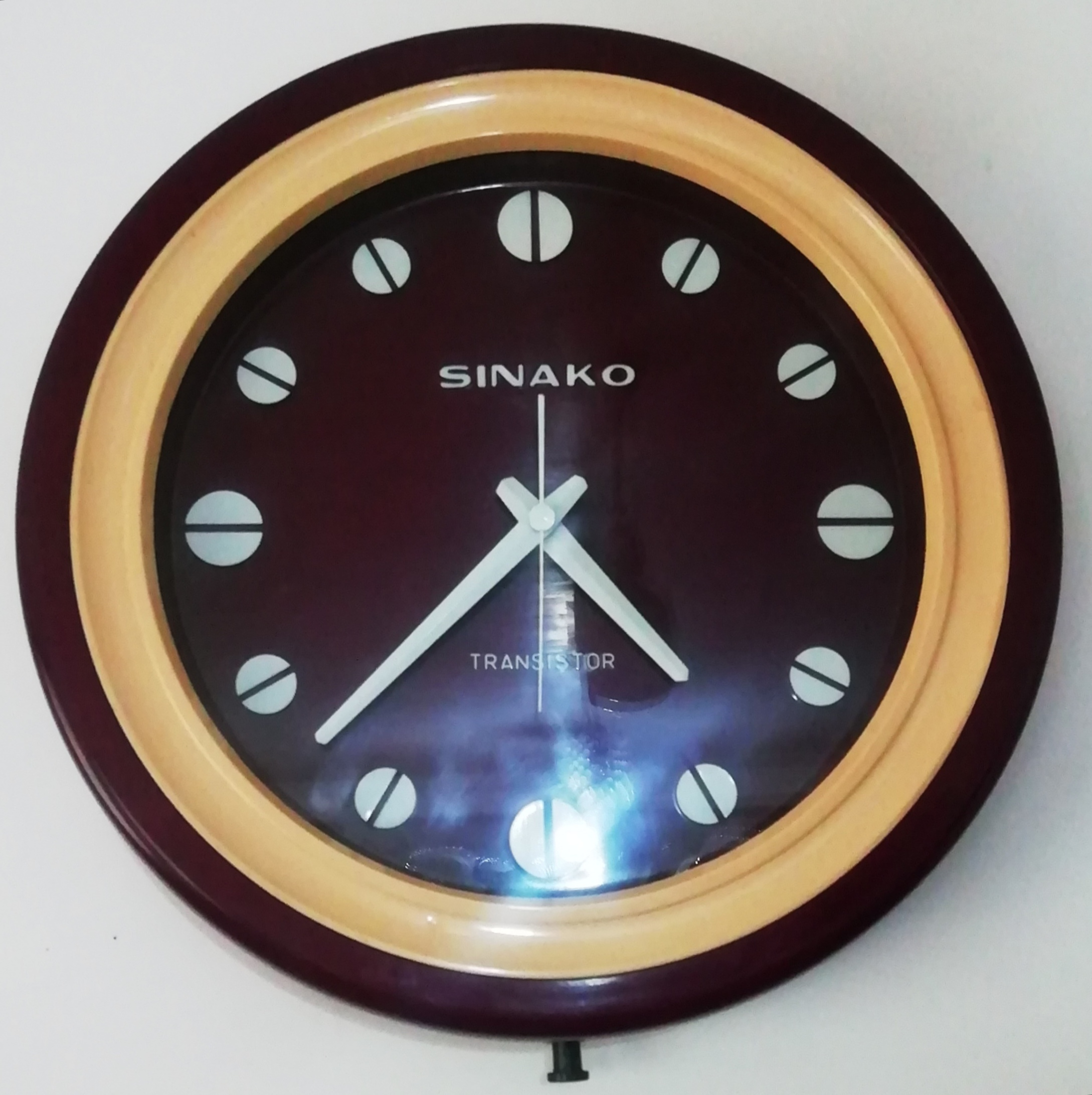
Sinako 挂钟

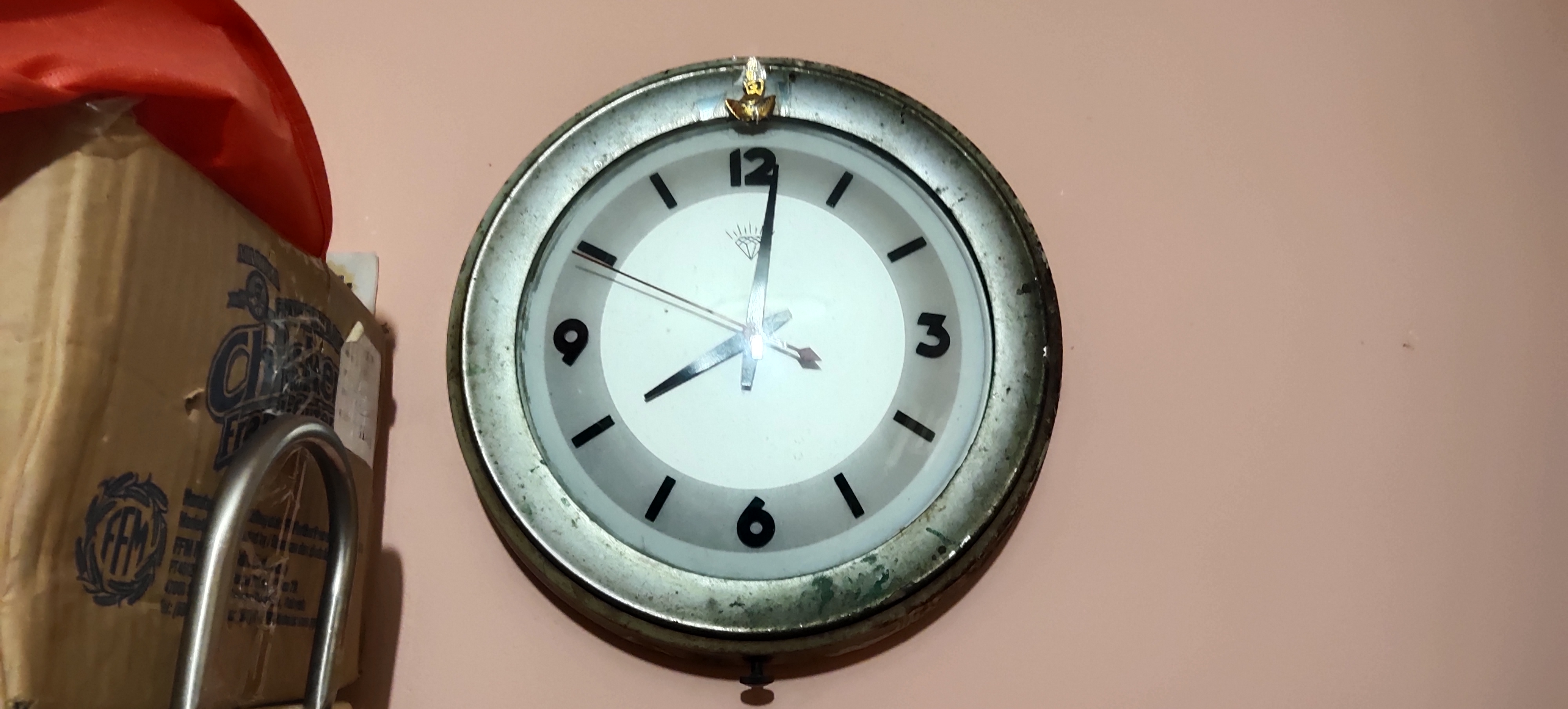
中國上海製造的鑽石牌電子掛鍾

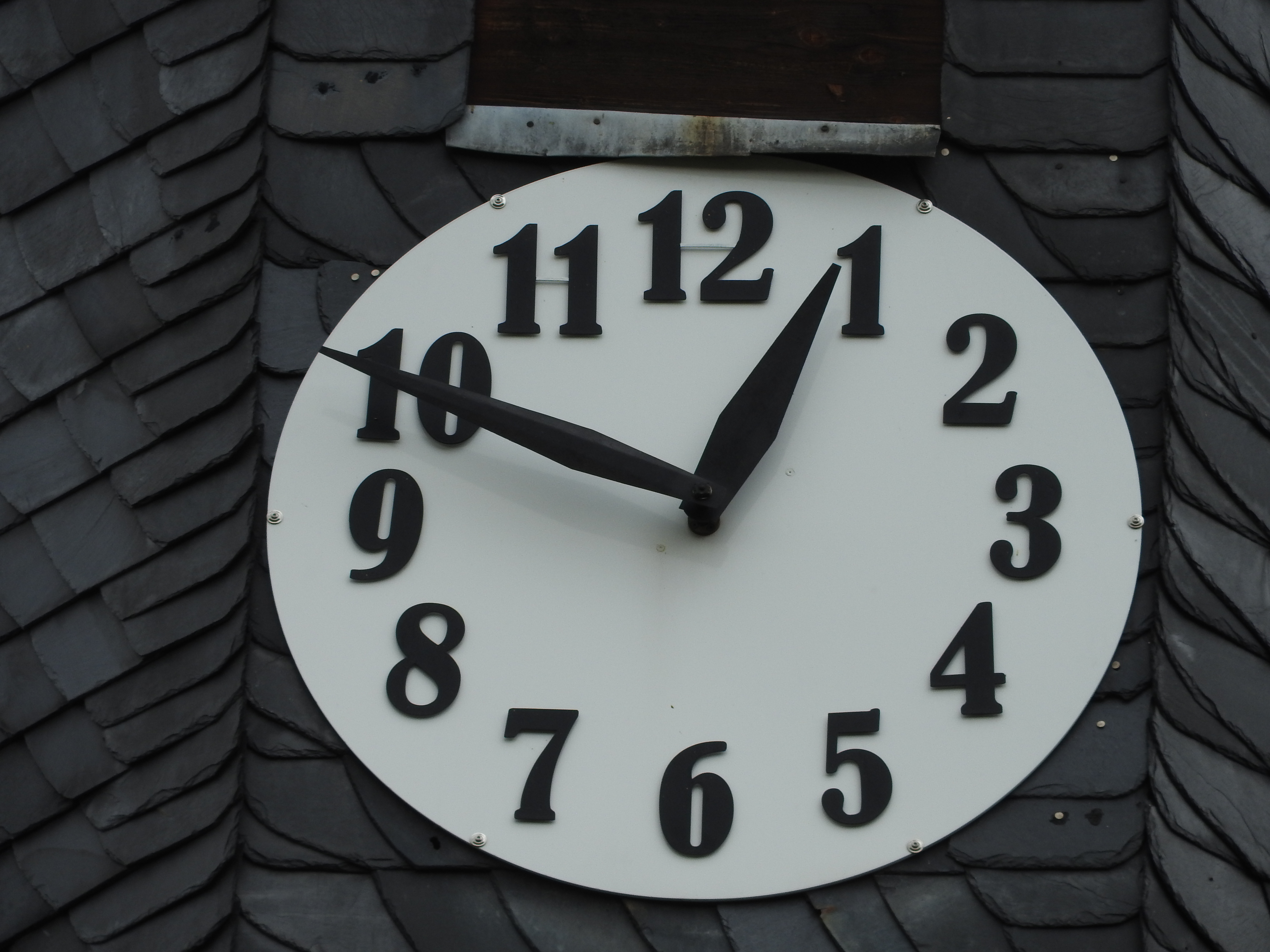
时钟

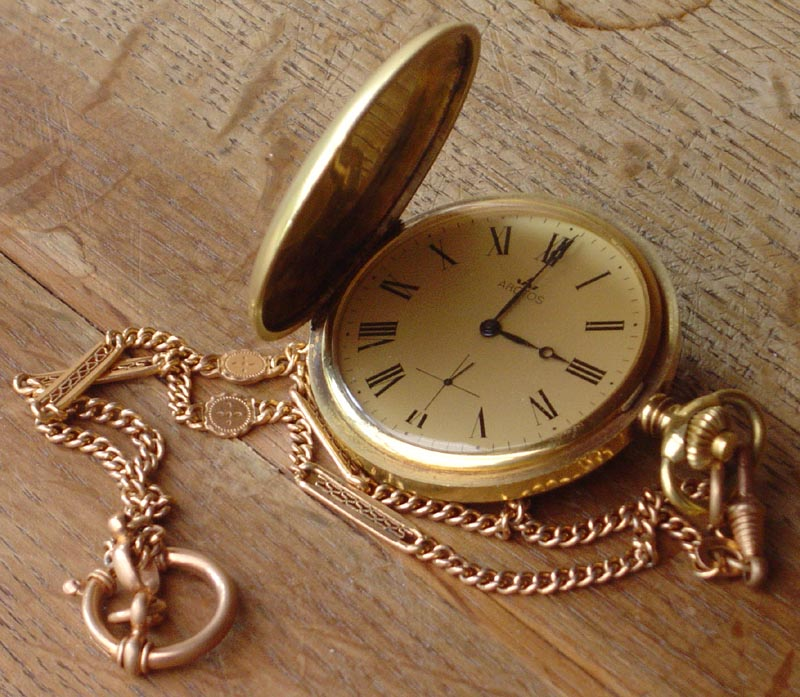
懷錶

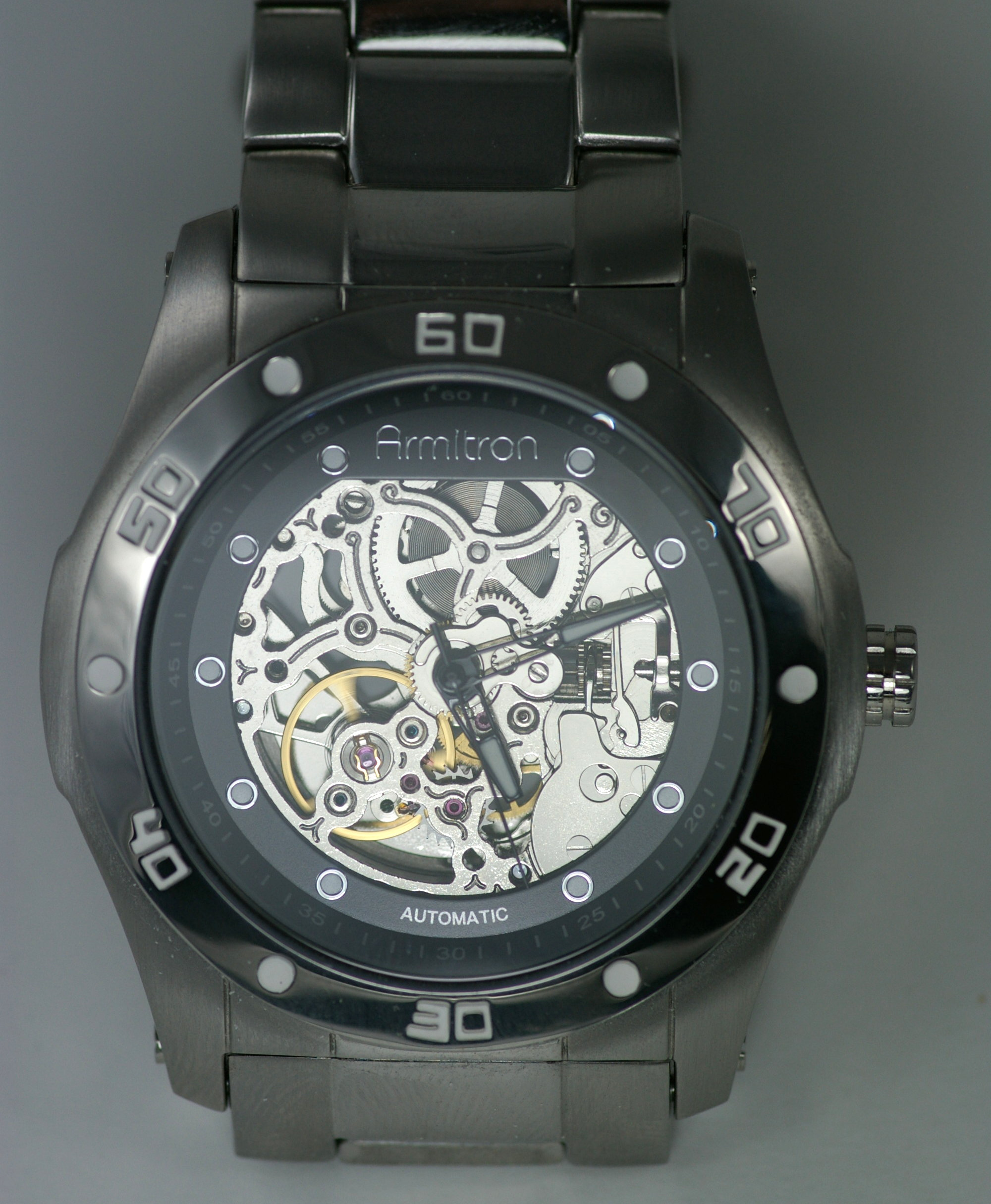
手錶

時鐘（clock，timepiece）簡稱鐘，所有計時裝置都可以称为计时仪器。钟表在现代汉语中一般有两种意思，一是各类鐘和錶的总称，另一个是专指体积较大的表，尤指机械结构的有钟摆的鐘。
時鐘是人類最早發明的物品之一，原因是需要持續量測時間間隔，有些自然的時間間隔（如日、閏月及年）可以用觀測而得，較短的時間間隔就需要利用時鐘。數千年計時設備的原理也有大幅變化，日晷是利用在物體在一平面上影子的變化來計時，計算時間間隔的儀器也有許多種，包括最廣為人知的沙漏。配合日晷的水鐘可能是最早的計時儀器。歐洲在1300年發明了擒縱器，後來也創作了第一個機械鐘，可以利用像擺輪之類的振盪計時設備。發條驅動的時鐘約在15世紀出現，鐘錶業約在15世紀至16世紀開始發展，1656年發明了摆钟，因此在計時的準確性又進一步提昇，當時因為航海導航對時間的精確性要求，也帶動時鐘可靠性及精確性的提昇。電子時鐘在1840年申請專利，二十世紀電子學的發展產生了可以完全不用機械機芯的時鐘。
現在時鐘內的計時元件是諧振子，一個會以固定精準頻率振盪的物體，諧振子可能是單擺、音叉、石英晶體，或是原子在發射微波時電子的振盪。類比型的時鐘會用指針及角度表示時間，數位時鐘則是用數字的方式表示，有兩種時間表示法：十二小時制及二十四小時制。大部份數位時鐘都是用電子設備及液晶、LED及真空熒光顯示器來顯示時間。時鐘功能也是現在電腦、手機或平板電腦的標準功能之一。
為了方便性、距離、電話或是失明人士的需求，有用聲音報時的听觉时钟。為了盲人需求，也有用觸摸方式可以感知其時間的盲人时钟，其中有些類似傳統時間，但調整其設計，可以直接觸摸錶面得知時間，但又不會影響計時功能。計時技術也在持續演進之中。
有關鐘表的研究稱為鐘表學。

## 字源
英語中的「Clock」源自拉丁語「clocca」，這個字於13世紀在歐洲出現。
在漢語上，「鍾」與「鐘」是兩種不同的事物，「鍾」原本是指一種酒器，「鐘」是一種樂器。中國大陸、新加坡及马来西亚的簡化字表中，「鍾」與「鐘」合併成「钟」，另外「锺」字在有歧義時方能使用，以作區別。「鐘」古作樂器，至少唐代具時計作用，古分夜五更，每更敲鐘，故鐘生時計之意，屬于衍生字義。日本使用時計作鐘的漢字載體。于漢字文化圈中時計皆具有鐘的意義。

## 歷史

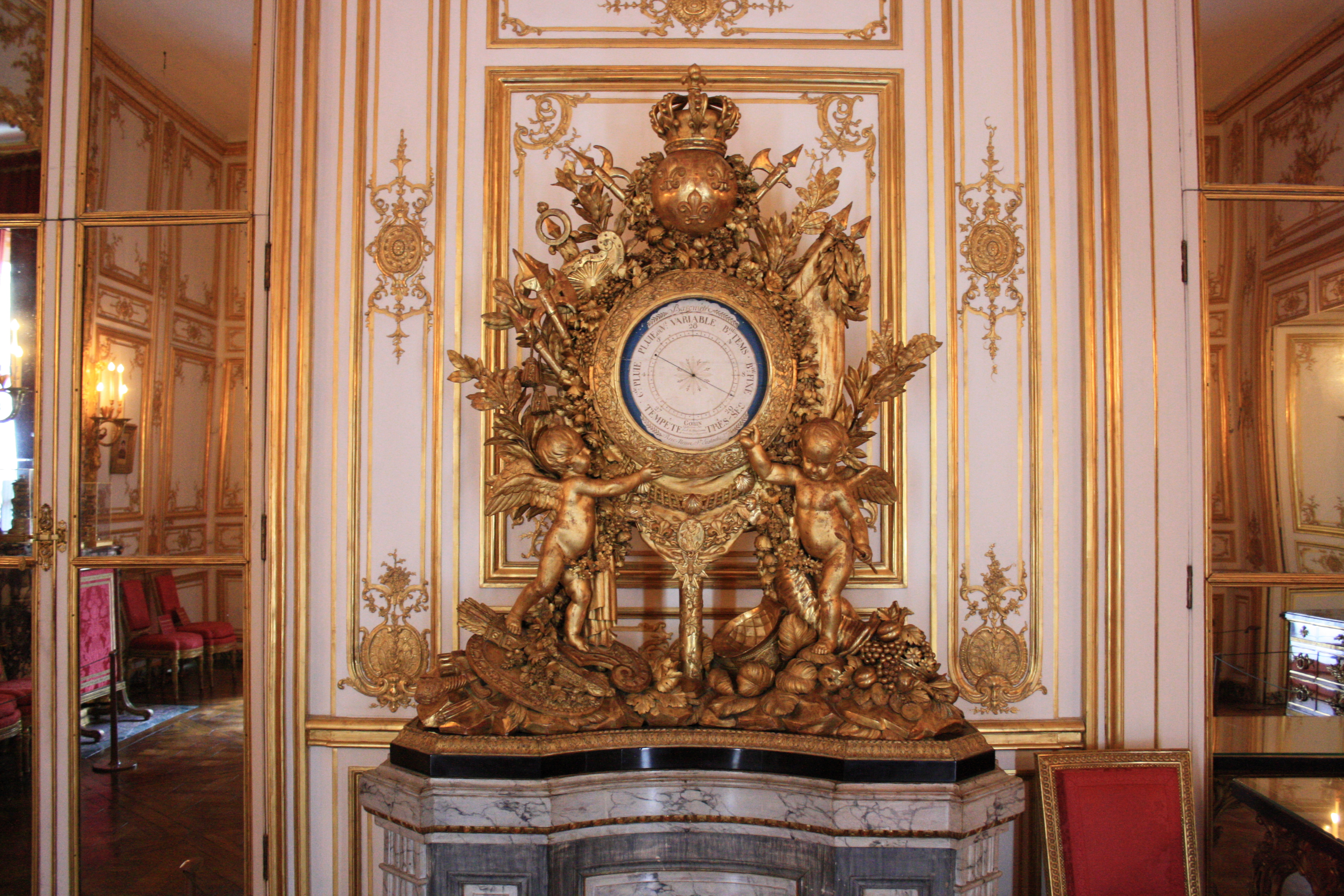
宮廷座鐘

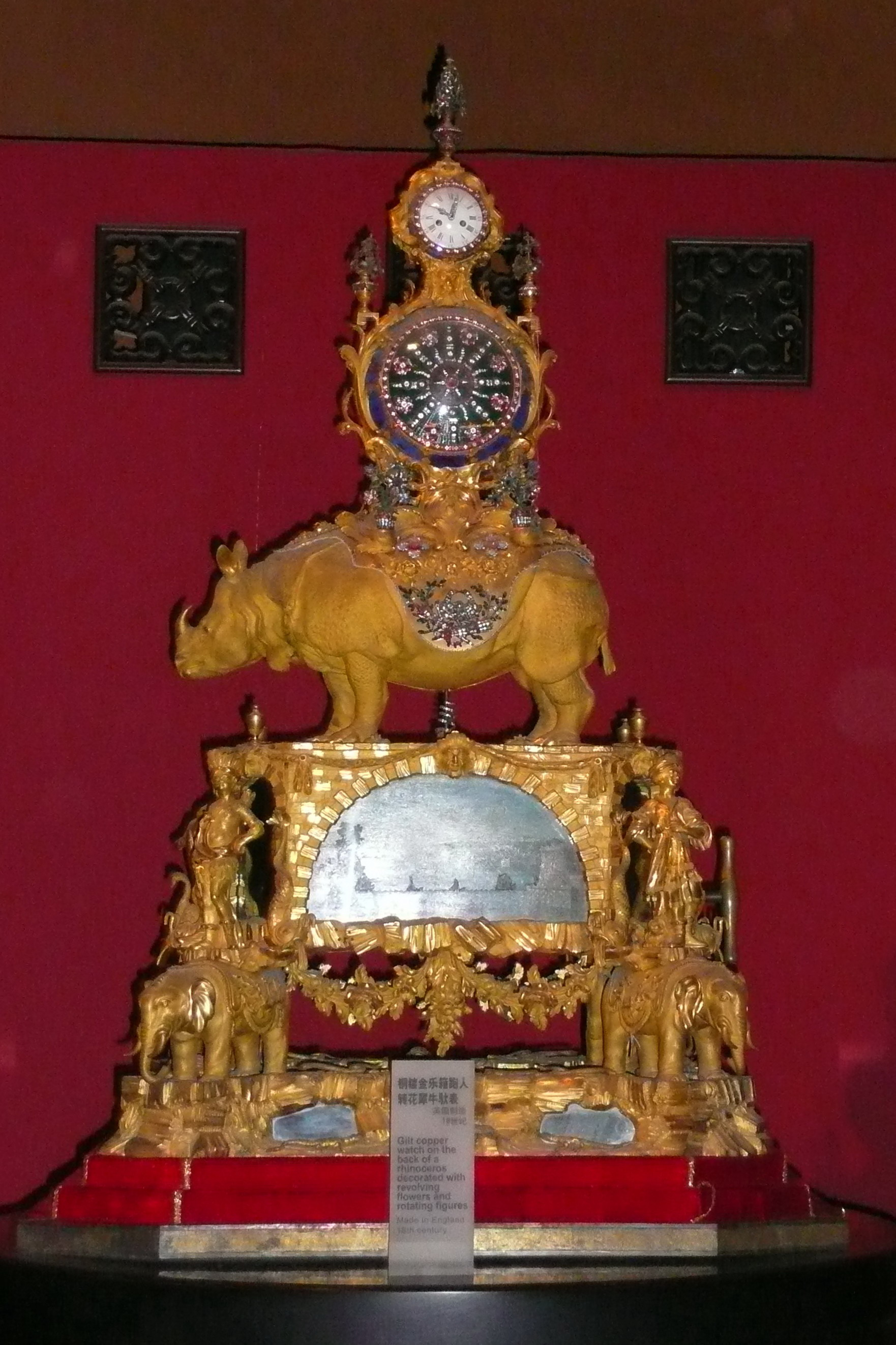
北京故宮奉先殿鐘錶館典藏有英國鐘錶匠詹姆斯·考克斯 (發明家)等諸多名家之作品，圖為18世紀英國製造的「铜镀金转花跑人犀牛驮表」。

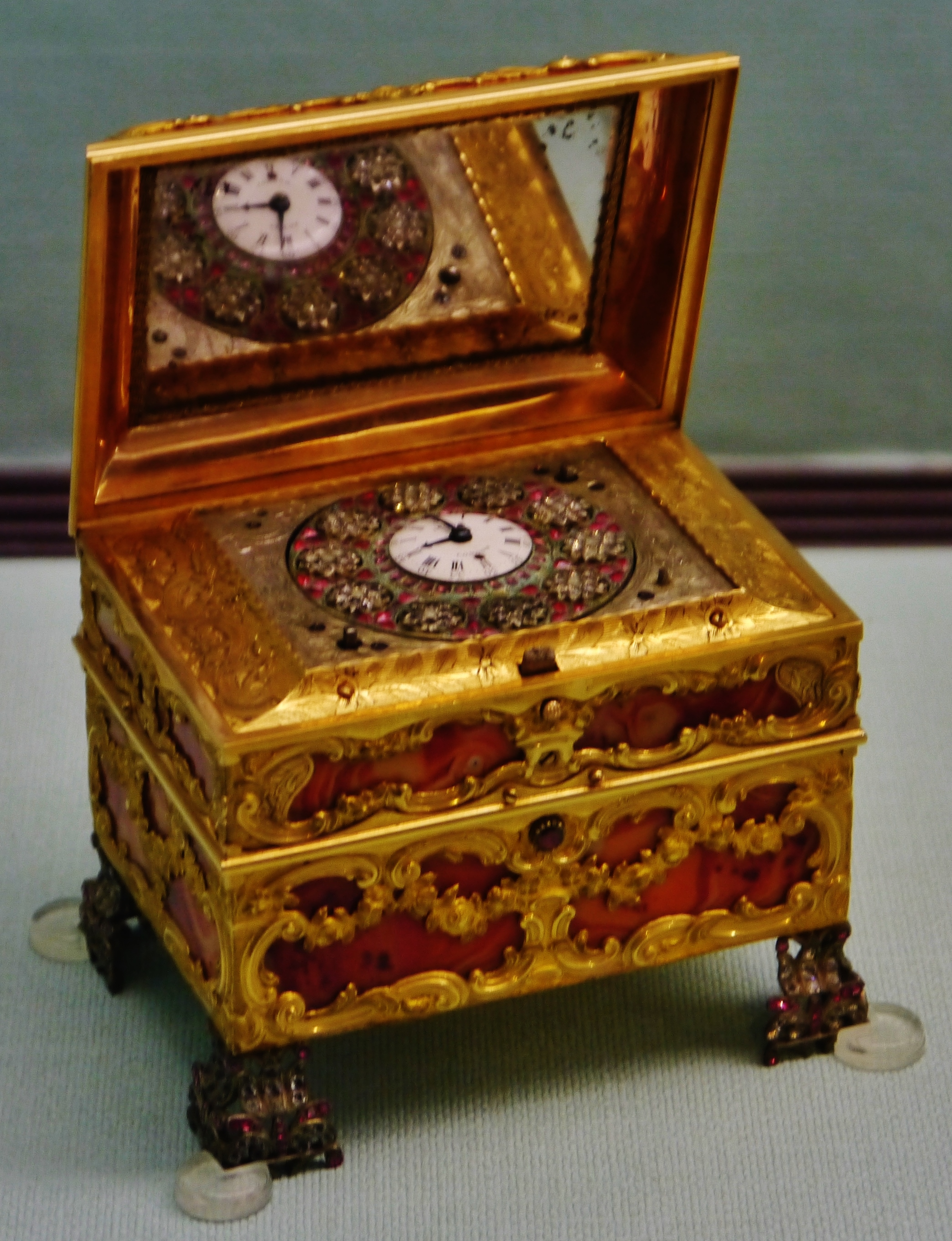
英國十八世紀鐘錶化妝匣

原始人憑天空顏色的變化、太陽的光度來判斷時間。古埃及發現影子長度會隨時間改變，發明日晷在早上計時，他們亦發現水的流動需要的時間是固定的，因此發明了水鐘。古代中國人亦有以水來計時的工具——銅壺滴漏。
中國除了用水流來計時外，中國古代民間亦有利用燃點線香來計量時間。龍舟報時更香就是利用燒香來計時的儀器，它更設有定時響鬧的作用。龍舟上掛了數條兩端繫著金屬球的幼線，線下放了燃著的香。每隔一段時間，香便會燒斷一條線子，當金屬球跌進下面的盛器時，便會發出報時響鬧。這種燒香時計最早見於宋代的文獻中。用更香來計算時間的精度不高，但由於它簡單易行，極之適合民間使用，所以曾經十分流行。據文獻記載有些更香可燃燒一晝夜，有些甚至可以燃燒至一個月。
公元1088年，宋朝的科學家蘇頌和韓工廉等人製造了史上首座以水力作自動化機械操作的水運儀象台，它是把渾儀、渾象和機械計時器組合起來的裝置。它以水力作為動力來源，具有科學的擒縱機構，高約12米，7米見方，分三層：上層放渾儀，進行天文觀測；中層放渾象，可以模擬天體作同步演示；下層是該儀器的心臟，計時、報時、動力源的形成與輸出都在這一層中。
公元1276年，中國元代的郭守敬制成大明燈漏。它是利用水力驅動，通過齒輪系及相當複雜的凸輪結構，帶動木偶進行「一刻鳴鐘、二刻鼓、三鉦、四鐃」的自動報時。自宋起，十二時辰分初正即廿四小時系統，一刻即今天的十五分鐘，其準確度較德國之桌鐘早三百多年。
公元1283年，在英格蘭的修道院出現史上首座以砝碼帶動的機械鐘。
13世紀，意大利北部的僧侶開始建立鐘塔（時鐘樓），其目的是提醒人禱告的時間。
公元1360年詹希元創制「五輪沙漏」，以齒輪、時刻盤合成。
16世紀中叶，德國開始有桌上的鐘。那些鐘只有一支針，鐘面分成四部分，使時間準確至最近的十五分鐘。
公元1657年，惠更斯發現擺的頻率可以計算時間，造出了第一個擺鐘。1670年英國人William Clement發明錨形擒縱器。
公元1797年，美國人伊萊·泰瑞獲得一個鐘的專利權。他被視為美國鐘錶業的始祖。
公元1840年，英国的钟表匠亞歷山大·貝恩发明了电钟。
公元1946年，美国的物理学家伊西多·拉比博士弄清楚了原子钟的原理。于两年后，创造出了世界上第一座原子钟，原子钟至今也是最先进的钟。它的运转是借助铯、氫原子的天然振动而完成的，它可以在300年内维持准确运转，误差十分小。
18到19世纪，钟表制造业逐步实行了工业化生产。
20世纪，开始进入石英化时期。
21世纪，根据原子钟原理而研制的能自动对时的电波钟表技术逐渐成熟。

## 類型

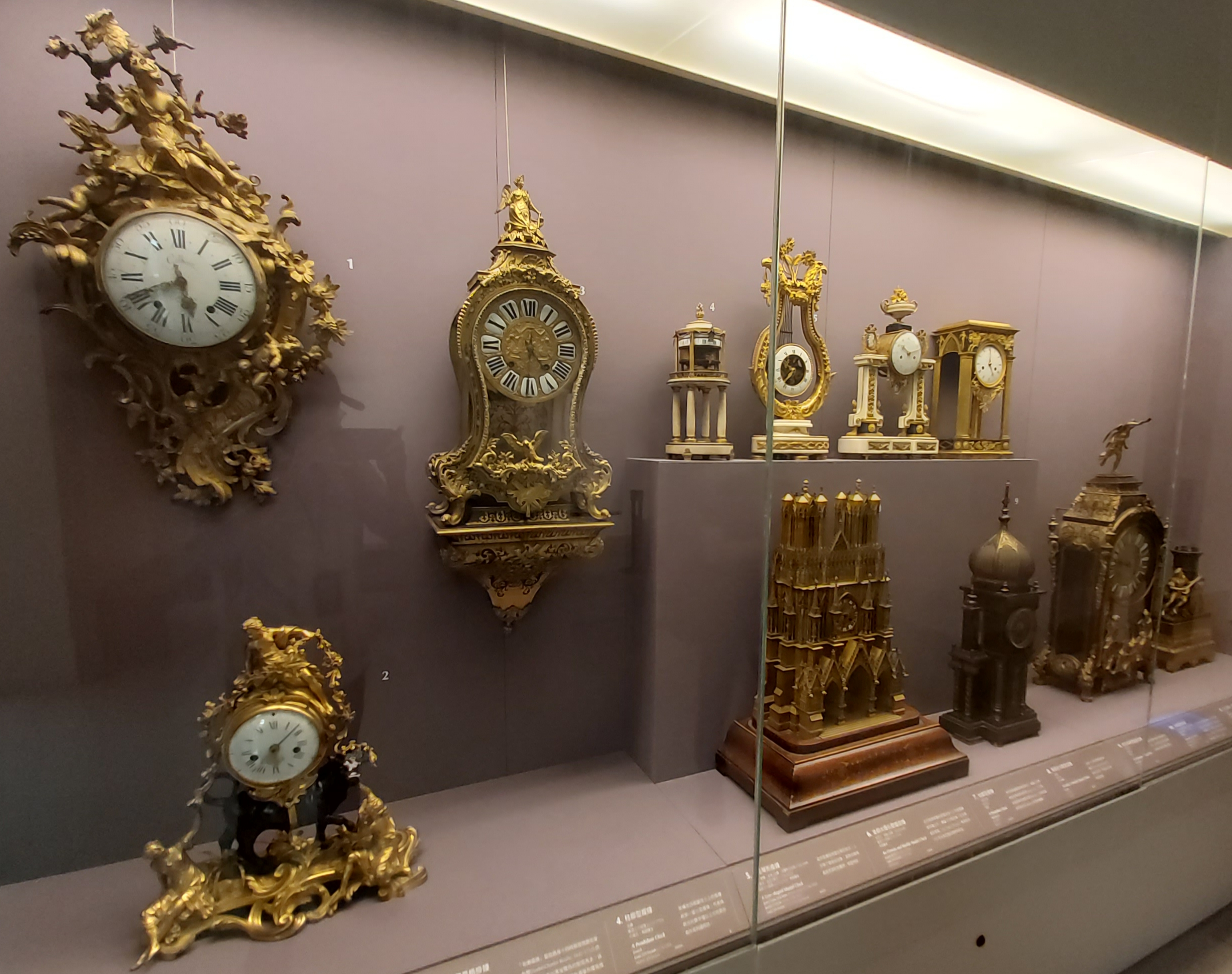
奇美博物館展示的各式時鐘

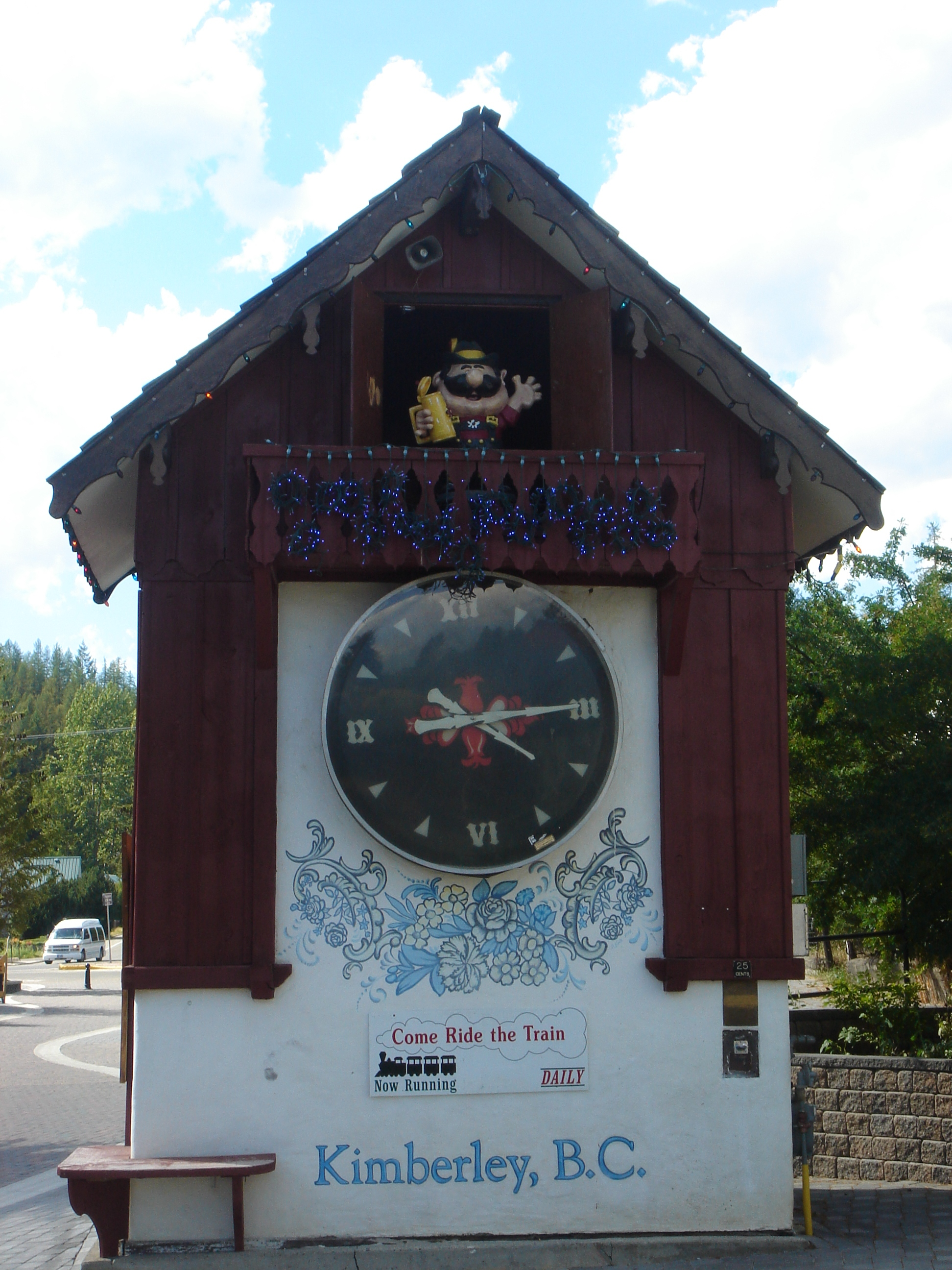
加拿大路邊的布穀鳥鐘

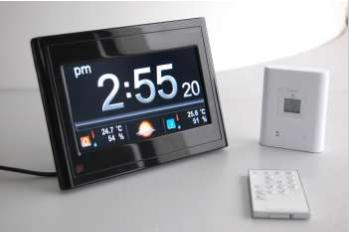
液晶電子鐘

手錶亦可以算是鐘的一種，但一般的鐘都是指較大型，不是常常可以隨身攜帶的。
按計時原理：
- 水鐘：利用水的流動計時。
- 沙漏：利用沙的流動計時。
- 日晷：利用一物體影子的變化計時。
- 擺鐘：利用單擺的簡諧運動計時。
- 日晷沙漏
- 漏壺：利用水漏出後，水面的高低來計時。
- 火鐘：靠燃燒某物，觀看剩餘量得知時間。
  - 燈鐘：用油燈計時，燃燒後觀看剩餘的油量指示出時間。
  - 香鐘：比油燈方便。價格便宜，方便實用，古代頗為流行。用模子製成盤香，粗細均勻，燃燒速度平均，同樣觀看盤香上刻度知道時辰。亦有鬧鐘作用，盤香燒到某一點時，掛在盤香上的重物落下，擊中硬物，發出聲響。
  - 蠟燭鐘：燃燒速度基本相同，在蠟燭上刻上刻度便可簡單計算時間間隔。
- 原子鐘：它以原子共振頻率標準來計算及保持時間的準確
- 石英鐘：利用石英晶體電壓特性的精確時鐘。
- 電波鐘：是指可以通過接收授時無線電波進行即時時間校準的時鐘。

按外觀：
- 二進制時鐘（英语：Binary clock）：以二進位方式顯示的時鐘。
- 老爺鐘（英语：Longcase clock）：長型，有鐘擺的的時鐘。
- 布穀鳥鐘：在特定時刻會出現布穀鳥，發出悅耳的「咕咕」叫聲，19世紀後半葉起，成為世界聞名的紀念品和外國人眼中德國的一種標誌。
- 戰車鐘（英语：Chariot clock）：戰車形狀的音樂座鐘，為自動機械的一種，常置於壁爐架或桌上，源於16世紀後半葉德國南部。
- 投影鐘（英语：Projection clock）：其鐘面是用投影方式投射到其他表面的時鐘。

按功用：
- 鬧鐘：可設定在指定時間響鬧的時鐘。
- 天文鐘：能同時显示天文訊息的时钟。
- 世界鐘：能顯示全世界各大城市時間的時鐘。
- 棋鐘：兩組對應的時鐘，比別計算如西洋棋比賽二位對手使用的時間。
- 足球賽鐘（45分鐘）：計算足球賽進行的時間。

## 發展

### 有摆钟表
是由阿拉伯工匠最早设计出来的。其工作原理是等速运动原理。

### 机械钟表
机械钟表的动力系统是发条，计时单位是小时、分钟、秒，分别采用了12进位制和60进位制。

### 交流電鐘錶
19世紀中期，由於發現了機械鐘錶的缺點再加上电的普及。因此出現了以交流電來代替人工發條的“交流電時鐘”。

### 石英钟表
上世纪90年代初，由于人们的生活越来越富裕。此时人们大量从外国进口石英挂钟，因此石英挂钟价格逐渐被市场压低。但也象征着电子时钟正式被时代的洪流所淘汰。

## 功用
在家庭、辦公室及其他場所都有時鐘，像錶之類小型的設備可以戴在手腕上或是身上，較大型的會在公眾場所，例如火車站或是教堂內，在電腦顯示器、手機、可攜式媒體播放器的角落也會有時間顯示。
大部份的數位電腦會依靠一定固定頻率的信號來同步處理，這稱為時脈訊號 （有些研究計劃正在發展用非同步電路處理的CPU）。像電腦等設備，也會顯示像日期，年份等資訊，這和時脈訊號不同，不過也會透過時脈訊號計時而得，也有些設備會有專門的實時時鐘（RTC）晶片。
時鐘的主要目的是顯示時間，但也有以下的一些功用。
- 時間管理：時鐘也可以在指定的時間發出警示聲響提醒使用者，幫助人們進行時間管理，這種時鐘稱為鬧鐘，其音量可能一開始較小聲，漸漸的變大聲，或是聲響先中斷一段時間，隔幾分鐘後再重新發出警示聲響。
- 定時控制：時鐘可以控制一些需定時動作的設備，例如中央供暖、錄影機等，這種應用下的時鐘常稱為計時器。另外像太阳能跟踪装置（英语：Solar tracker）及望远镜架都需要根據地球自轉而進行位置或角度的精細調整，也需要配合時鐘的資訊。
- 導航：自十二世紀起，航海上的導航需要精確的經度及緯度，纬度可以依天文導航得知，而經度的量測就需要準確的時間計算，約翰·哈里森在十八世紀中發明了航海时计，開普敦的午砲會固定在中午發射，方便船員校正時間。
- 地震學：在判斷地震震央位置時，會用一個公共的時鐘，至少有四個觀測員，觀測並記錄不同位置不同地震波的到達時間（英语：arrival time），以檢測震央位置。

### 時間標準
有些科學研究需要非常準確的時間，在校正時鐘時也需要一個時間的標準。像原子中在能階之間的电子跃迁之類的過程，其發生週期非常固定，因此若計算這類過程的週期，即可得到準確的時間，這就是原子鐘。這類的時鐘體積龐大，價格昂貴，且需要在受控環境下運作，不過精確度會遠高於一般的需求，一般會在计量学的標準實驗室中才會有這類設備。

## 文化差異
- 在閩語、粵語、吳語與華語通行的華人社會，不可將時鐘贈予他人，因在漢語中「送鐘」是「送終」的諧音[6]。有些習俗也將手錶視為鐘，因此也不能送人[7]。

- 在台灣台語的「鐘」和「終」不同音，且在日治時代「時計 (とけい/Tokei)」和日文的「登慶」、「登惠」同音，除了寓意喜慶吉祥，更有勉勵珍惜光陰之意。戰後受到華語「送鐘」和「送終」同音，才作為一種忌諱或都市傳說流傳。惟不受此華語禁忌影響者，壁鐘、自鳴鐘或鏡面鐘擺鐘仍會作為新居、入厝或喬遷的賀禮。[8]

## 外部連結
- 話說計時器的演變[永久]（原始内容存档于2007-03-03）